# Dewan Hernandez
Dewan Antonio Hernandez, precedentemente conosciuto come Dewan Huell (Miami, 9 dicembre 1996), è un cestista statunitense di origine trinidadiana e honduregna.

## Carriera
È stato selezionato dai Toronto Raptors al secondo giro del Draft NBA 2019 (59ª scelta assoluta).